# Gennaro Finamore
Gennaro Finamore (Gessopalena, 11 agosto 1836 – Lanciano, 9 luglio 1923) è stato un medico, antropologo e lessicografo italiano.

## Biografia
Laureato a Napoli in medicina nel 1865, esercitò la professione medica a Lanciano per una quindicina d'anni. Sposò nel 1891 la poetessa di Perugia Rosmunda Tomei, che insegnava letteratura italiana alla Scuola Normale Fonseca-Pimentel di Napoli. Si interessò alla demologia durante gli anni napoletani, dove frequentava tra gli altri gli abruzzesi Silvio e Bertrando Spaventa e i pittori Palizzi. Fu autore del Vocabolario dell'uso abruzzese (Carabba, Lanciano, 1880), importante documento scientifico redatto nella parlata della natia Gessopalena, recensito dal grande folklorista siciliano Giuseppe Pitrè e poi da vari studiosi francesi, belgi, americani e tedeschi. Grazie alla relazione su quest'opera del filologo Francesco D'Ovidio, fu nominato nel 1895 docente ad honorem di lettere al ginnasio-liceo di Lanciano. Altre opere di Finamore sono Canti popolari di Gessopalena (1865) e Tradizioni popolari abruzzesi (1882).

## Attività di ricerca
I primi testi riguardano il suo paese di Gessopalena: Delle condizioni economico-agricole di Gessopalena e Canti popolari di Gessopalena; il primo risente dell'influsso del positivismo nella modernizzazione rurale del paese, mentre il secondo è il primo frutto dell'interesse di Finamore per la tradizione popolare abruzzese e il linguaggio dialettale.
Nel 1880 a Lanciano era nata da un anno la casa editrice Carabba, fondata da Rocco Carabba, che mise in  moto un fermento culturale, Finamore vi pubblicò i primi studi del Vocabolario dell'uso abruzzese, incentrandosi all'inizio sulla parlata di Gessopalena, e poi sul resto dei dialetti abruzzesi. L'opera rispecchia i risultati delle indagini dialettologiche svolte da Finamore nel suo paese, comprendeva appunti grammaticali e fonologici, elementi di etimologia, fraseologia e folklore, e in appendice vi erano i proverbi e i canti popolari locali. Oggi il Vocabolario risulta una interessante raccolta di termimi desueti e modi di dire antichi, quanto all'impostazione scientifico analitica è ormai desueta, in quanto Finamore usava il tipico metodo comparativo dei suoi tempi, prendendo come modello il dialetto di Lanciano, città maggiore dell'hinterland della provincia di Chieti, più volte interessata nei secoli da occupazioni e contatti con popolazioni fuori regione e straniere per le rinomate fiere mercantili, sicché il sostrato linguistico risulta ricco di termini inesistenti in altri gruppi abruzzesi. 
Il dizionario fu accolto positivamente dalla critica, in particolare dal filologo Francesco d'Ovidio; nel 1893 ci fu la seconda edizione del Vocabolario, a Città di Castello, in cui Finamore affrontava altre parlate della regione Abruzzo, in particolare Lanciano. Altra opera interessante di Finamore è Dialetto e lingua (1898) edito da Carabba. 
Dall'amicizia con Giuseppe Pitrè, insigne folklorista della Sicilia, nacquero i saggi sul folklore abruzzese, le Storie popolari in versi (1882), le Tradizioni popolari d'Abruzzo (1883-84), le Novelle popolari d'Abruzzo (1889), che vennero raccolte alla fine dell'800 in un solo volume stampato da Carabba. Il primo volume comprende 112 novelle in dialetto, trascritte dalle campagnole locali e suddivise per paese e provincia,  con rimandi ad altri loci similes delle favole delle altre regioni italiane, la seconda parte ha 665 canti abruzzesi in dialetto, suddivisi per genere (canti di fanciullezza, d'amore, scherzosi, sentensiosi).
Tra le ultime opere si ricordano Credenze, usi e costumi abruzzesi / Tradizioni popolari abruzzesi, inseriti nel VII-XIX volume della collana Curiosità popolari tradizionali a cura del Pitrè, pubblicata a Palermo. Dopo Antonio De Nino con i suoi 7 volumi degli Usi e costumi abruzzesi, Finamore fu il secondo ad occuparsi di materia popolare abruzzese, i suoi studi furono ordinati per materia, meteorologia, astronomia, ciclo annuale delle festività religiose, corredati da fraseologia dialettale in base alla località di provenienza della materia folkloristica. La sua opera ottenne ampio successo, e venne analizzata anche da Giovanni Pansa per i suoi saggi dei Miti, leggende e superstizioni d'Abruzzo (1924-27, Sulmona). Tuttavia Pansa ebbe da obiettare che i due folklorisri si limitavano solo a riportare un'usanza e a tracciarne il campo geografico dei paesi che la praticano,  senza spingersi oltre a individuarne le origini, con l'aiuto di documenti, fonti varie e confronti con altri culti europei. 
A Lanciano, dove insegnò al Liceo ginnasio "Vittorio Emanuele II", da lui frequentato negli anni giovanili, Finamore fu insieme al poeta locale Cesare De Titta, fervente sostenitore dello studio del dialetto con il saggio Dialetto e lingua. Avviamento dell'italiano nelle nostre scuole (1914); secondo Finamore occorreva impartire agli scolari un adeguato insegnamento pratico del toscano, assecondando le tendenze didattiche prevalenti, pur conservando la cultura del dialetto locale, che caratterizza la società. Molti suoi manoscritti, dopo la morte di Finamore nel 1923, dopo la vendita del palazzo Finamore di Gessopalena, furono trasferiti nel palazzo omonimo in Sant'Eusanio del Sangro, vicino a Lanciano, dove si costituì una biblioteca, arricchitasi con altre donazioni da Lanciano, Chieti, Ortona.
La casa editrice Adelmo Polla di Avezzano ha ripubblicato le fiabe dialettali e le Curiosità popolari in volumetti divisi per materia,  cure mediche, accidenti, credenze religiose, novelle a tema amoroso, eccetera.

## Omaggi
- A Lanciano, pochi anni dopo la sua morte, gli fu dedicata una via del centro storico, presso il palazzo vescovile.